# Christelle Miro
Pour les articles homonymes, voir Miro.
Christelle Miro est une patineuse artistique française. Elle est triple médaillée de bronze aux championnats de France 1999, 2001 et 2003.

## Biographie

### Carrière sportive
Christelle Miro est triple médaillée de bronze aux championnats de France (1999 à Lyon derrière Laëtitia Hubert et Vanessa Gusmeroli, 2001 à Briançon derrière Vanessa Gusmeroli et Laëtitia Hubert, et 2003 à Asnières-sur-Seine derrière Candice Didier et Anne-Sophie Calvez).
Elle ne participe jamais aux championnats d’Europe, aux championnats du monde et aux Jeux olympiques d'hiver.
Elle quitte les compétitions sportives après les championnats nationaux de 2003.

### Reconversion
Christelle Miro a étudié au Collège Rognoni et à l'Institut national du sport, de l'expertise et de la performance. Elle obtient un master 1 de management des organisations sportives en 2009.
Elle est chef de projet et assistante production à Omega Show, spécialisée dans la production de spectacles de patinage artistique et l'exploitation de patinoires mobiles, à Maisons-Alfort de 2009 à 2014. Son fondateur est le patineur Stanick Jeannette.
Elle travaille chez Mercer - Marsh & McLennan Companies à La Défense depuis 2020, entreprise de gestion des risques basée aux États-Unis.

### Vie privée
Christelle Miro a un enfant né en 2011.

## Palmarès
| Compétition             | 1997 | 1998 | 1999 | 2000 | 2001 | 2002 | 2003 |  |  |  |  |  |  |  |
| Jeux olympiques d'hiver |      |      |      |      |      |      |      |  |  |  |  |  |  |  |
| Championnats du monde   |      |      |      |      |      |      |      |  |  |  |  |  |  |  |
| Championnats d’Europe   |      |      |      |      |      |      |      |  |  |  |  |  |  |  |
| Championnats de France  | 9e   | 6e   | 3e   | 8e   | 3e   | 5e   | 3e   |  |  |  |  |  |  |  |
|                         |      |      |      |      |      |      |      |  |  |  |  |  |  |  |